# In the Zone
In the Zone és el quart àlbum de la cantant estatunidenca Britney Spears. Publicat el dia 16 de novembre de 2003 al mercat, per Jive Records. Seguit del Dream Within' a Dream Tour i de la separació de la seva parella Justin Timberlake, la cantant anuncià que s'agafaria 6 mesos de vacances de la seva carrera. Va començar a treballar en l'àlbum un any abans del llançament amb Bloodshy & Avant, entre d'altres. "In the Zone" és un àlbum dance-pop que incorpora elements de hip-hop, house o trip hop.
L'àlbum va rebre bones crítiques. Els crítics van apreciar el CD, denominant-lo fort i un rècord pop, i les més bones cançons co-escrites per la intèrpret. Internacionalment, l'àlbum va ser un èxit comercial, debutant pel tops més alts. In the Zone va ser un dels àlbums més venuts del 2003. El 2005, va vendre més de 6 milions de còpies per tot el món.

## Productors
El duo suec Bloodshy & Avant va ser el productor més revelador de In the Zone. Hi van ser incloses dues de les seves produccions: «Showdown» i «Toxic». Aquestes van ser coescrites i produïdes pel duo el 2003, any en què van treballar per primera vegada amb Britney Spears. No obstant això, des de llavors Bloodshy & Avant continuaria treballant constantment amb la cantant. En el mateix any, el duo va coescriure i va produir per a ella altres dues cançons que no van ser incloses en In the Zone, més que si van ser incloses en el seu primer àlbum recopilatori, Greatest Hits: My Prerogative. Elles van ser: «Do Somethin'» i «I've Just Begun (Having My Fun)». Respecte d'això, aquesta última va ser inclosa, originalment, com bonus track exclusiu de l'edició europea del DVD In the Zone.

## Contingut - Lletres
Les lletres de les cançons de In the Zone es passegen, principalment, per les festes, l'amor i, de manera més pronunciada, el sexe. D'elles, "Me Against the Music", "(I Got That) Boom Boom", i "Brave New Girl" són les seves principals cançons amb lletres centrades en les festes. Això es deu al fet que en la lletra de la primera, Britney Spears i Madonna proclamen voler veure ballar a tota la seva gent, en una mena de competència fictícia entre ambdues i la música. Per la seva banda, en la segona cançó en qüestió, la cantant sedueix a un noi, enmig d'una festa, proclamant tenir tot allò que ell tant desitja, mentre els raps dels Ying Yang Twins inciten a ser part d'aquesta festa. A "Brave New Girl", demostra ser una noia brava disposada a deixar de banda les seves maneres i portar-se malament aquesta vegada. D'altra banda, les cançons "Showdown", "Breathe on me", "Early Mornin '" i "Touch of My Hand" estan centrades, explícitament, en el sexe. En la primera d'elles, la cantant declara a un noi a deixar que la toqui si ell vol, enmig d'una relació sexual anomenada metafòricament com una «controntació». En la segona, la cantant es refereix a una nit de sexe, en què els seus sentits senten «com mai abans», mentre proclama un noi que només respiri sobre ella. Per la seva banda, en la tercera d'aquestes cançons, Britney Spears es refereix a una nit de sexe descontrolat a la via pública i fins a la matinada, després d'una festa en un club nocturn, i en l'última i més polèmica, Spears es refereix a la masturbació, assenyalant que una altra nit sense un amant, l'únic que sentirà serà el tacte de la seva mà, més de referir-se al bell que és el cos en aquestes accions. En una de les cançons més memorables, Toxic, Spears fa referència a les relacions tòxiques i perilloses. Altres lletres més dolços com "Shadow" i "Everytime", en canvi, parlen sobre la pèrdua d'un gran amor i com sobreposar davant aquest fet.

## Recepció

### Crítica
In the Zone va comptar amb una bona recepció crítica. Stephen Thomas Erlewine, del portal web de música Allmusic, va assenyalar que si Britney va ser un àlbum d'estudi «transicional», In the Zone va ser l'àlbum d'estudi en el qual la cantant va culminar aquesta transició de nena a dona. Ha sostingut que similar a com ho va fer l'any 2002 la cantant nord-americana Christina Aguilera, en el seu àlbum d'estudi Stripped, en In the Zone Britney Spears es va enfocar en transparentar amb maduresa la seva sexualitat i en incursionar, adequadament, en sons de clubs nocturns. No obstant això, també va assenyalar que aquest no comptava amb un so «molt modern», donat a la seva similitud amb alguns àlbums d'estudi de l'última dècada del segle xx, incloent a Bedtime Stories i Ray of Light de Madonna. En suma, Stephen Thomas Erlewine va sostenir que, amb la seva «producció racional», In the Zone era molt més variat que els seus tres antecessors, cosa que el convertia en l'àlbum d'estudi «més ambiciós i aventurer» de Britney Spears.
Jon Parel, de la revista nord-americana Rolling Stone, ha assenyalat, amb sarcasme, que era temps de «dir adéu a la Britney virginal», ja que no hi havia dubte que Britney Spears volia que In the Zone fos un àlbum d'estudi «erogen». Això, donat el fort ús de respiracions en les seves cançons i als «oferiments» sexuals de la cantant. Addicionalment, va assenyalar que l'aparició de Madonna semblava com si «donés suport» la incursió de Britney Spears en els ritmes de clubs nocturns. No obstant això, també va sostenir que «el més complicat» d'aquest, era que Britney Spears hi «intentava ser» Madonna o Janet Jackson, d'una manera «poc convincent», donat al «processada» que era la seva veu. Per finalitzar, l'editor va sostenir, irònicament, que «més enllà dels brillants ritmes programats» de In the Zone, en aquest Britney Spears sonava «tan íntima, com una nina sexual».

### Comercial
Encara que In the Zone va debutar amb força en la majoria dels principals rànquings de vendes d'àlbums d'arreu del món, el seu èxit comercial no va aconseguir superar el de cap dels seus tres antecessors: ... Baby One More Time , Oops! ... I Did It Again i Britney, els quals van registrar vendes mundials superiors als 25, 20 i 10 milions de còpies, respectivament. Per la seva banda,In the Zoneva vendre més de 7 milions de còpies al voltant del món, les quals el converteixen, fins ara, en el quart àlbum d'estudi de més èxit comercial de Britney Spears. No obstant això, d'aquestes vendes, les registrades només en les seves sis primeres setmanes, van fer queIn the Zones'alcés com el 8è àlbum més venut al voltant del món l'any 2003.

A Europa In the Zone va ser certificat de Platí per la IFPI, a manera d'acreditació d'elevades vendes d'1 milió de còpies.

De manera particular, a Europa In the Zone va registrar elevats nivells d'èxit. Aquest va debutar, directament, com un rotund N º 1 en vendes a França, on va arribar a rebre dues vegades la certificació d'Or de la SNEP. A més d'això, aquest es va alçar com un sòlid top 10 en vendes en països com Alemanya, Bèlgica, Dinamarca, Suècia i Suïssa, en els quals va rebre les certificacions d'Or de les respectives associacions musicals de cada un d'ells. El mateix nivell de certificació va rebre en Finlàndia i Noruega, països on es va alçar com un modest top 20.
Per la seva banda, en el Regne Unit, el mercat de música més gran d'Europa,In the Zoneva esdevenir el primer i, fins ara, únic àlbum d'estudi top 20 de Britney Spears. Això, atès que la seva publicació al país, va coincidir amb la publicació de nombrosos altres àlbums altament esperats, i Number Ones de Michael Jackson el principal d'ells. No obstant això,In the Zoneva ser certificat de Platí per la BPI, després de vendre més de 300 mil còpies al país. Va ser certificat de Platí per la IFPI, l'any 2004 per les vendes legals d'1 milió de còpies a Europa.
Paral·lelament, en Oceania In the Zone no va debutar amb força com els seus antecessors. Tot i això, l'any 2004 aquest les hi va arreglar per aconseguir les certificacions d'Or de la variància, en Nova Zelanda, i de Platí de l'ARIA, Austràlia, on aquesta última va acreditar vendes legals de 70 mil còpies, i on va esdevenir el quart àlbum d'estudi top 10 consecutiu de Britney Spears.
Per la seva banda, en Amèrica In the Zone va debutar amb força en els principals rànquings de vendes d'àlbums del Canadà i els Estats Units, els quals són elaborats d'acord amb les dades lliurades pel sistema d'informació Nielsen SoundScan. No obstant això, al Canadà aquest va esdevenir el primer i, fins ara, únic àlbum d'estudi de Britney Spears que no va debutar com un èxit núm. 1 en vendes, després d'haver estat superat pel debut de Blink-182. Les vendes de 300 mil còpies al país van ser certificades tres vegades de Platí per la CRIA. Això, després que en el mateix ani de la seva publicació In the Zone fou certificat de Platí per les seves vendes, per les associacions llatinoamericanes CAPIF i Amprofon, de l'Argentina i Mèxic, respectivament.
, Estats Units
En Estats Units, el mercat de música més gran a nivell mundial, In the Zone va debutar la setmana del 6 de desembre de 2003, directament en la posició núm. 1 del principal rànquing setmanal de vendes d'àlbums del país, la Billboard 200, on va esdevenir el quart àlbum d'estudi núm. 1 consecutiu de Britney Spears. Això es va deure al fet que aquest va vendre 609.000 còpies en la seva primera setmana al país. Encara que aquestes vendes van ser considerablement elevades, aquestes van ser van ser inferiors a les 746.000 còpies venudes per Britney en la seva primera setmana als Estats Units. Amb In the Zone, Britney Spears es va alçar com la primera cantant en la història de Nielsen SoundScan que va fer debutar els seus quatre primers àlbums d'estudi com un núm. 1 en vendes a la Billboard 200, que la cantant tornaria a ocupar cinc anys després amb Circus, el seu sisè àlbum d'estudi.
Tot i que la setmana del 6 de desembre de 2003 va ser una setmana de nombrosos debuts en la Billboard 200, només dos àlbums van debutar en el seu top 10: Blink-182 de Blink-182 i Let It Be... Naked de The Beatles, els quals van debutar en les seves posicions núm. 3 i núm. 5, amb vendes de 313 i 280 mil còpies, respectivament. Per la seva banda, aquella setmana In the Zone li va prendre la posició núm. 1 de la Billboard 200 a The Black Album de Jay-Z, el que la setmana anterior havia debutat en aquesta, amb vendes de 463 mil còpies. Tot i això, a la setmana següentThe Black Albumli va prendre aquesta posició a In the Zone, el que només en les seves tres primeres setmanes va vendre més d'1 milió de còpies als Estats Units.
En resum, amb la seva imparable debut a la Billboard 200, In the Zone va aconseguir el 5è debut de majors vendes de l'any 2003 al país. Això, després de ser superat només pels debuts dels àlbums d'estudi de quatre artistes nord-americans: Get Rich or Die Tryin', de raper 50 Cent; Meteora, de Linkin Park; The Diary of Alicia Keys, de Alicia Keys, i Measure of a Man, de Clay Aiken, que també van debutar aquell any en la posició núm. 1 de la Billboard 200.